# 服務科學
服務科學(Services Science)，以客觀的研究方法論，針對服務主體包括服務提供者(Provider)與服務消費者(Consumer)二者，在服務體驗過程中產出的所有相關議題，進行管理學與工程學的研究論述，故又被總稱為服務科學，管理學與工程學。服務科學，以無形的服務作為基本研究對象，但並非將研究範圍局限在服務業，任何產業都會有服務行為產生。
該名詞首先由IBM公司提出，依IBM定義認為，所謂服務科學是指結合眾多跨領域學科的研究，『服務科學，管理學與工程學』（Services Science, Management and Engineering, SSME）整合既有不同領域的學術成果，包括電腦科學、管理科學、工程學、經濟學、社會科學、法律、企業管理與策略、會計學以及金融管理，其基本目標在於研究服務需求與服務創新，透過服務設計讓服務變得更有效率，進而將服務標準化為基礎，尋求創新的服務型態。
來源 取自IBM Website: http://researcher.watson.ibm.com/researcher/view_group.php?id=1230 （页面存档备份，存于）

## 發展沿革
起於傳統的電腦科學應用發展與學術研究，多集中於電腦硬體及電腦軟體等工程技術探究，或過度強調企業資訊管理與資訊安全延伸議題的探究，而忽略對探索對其服務主體雙方對服務體驗的平衡。近年來首先由IBM提出 SSME 觀點，探索服務會是全球未來各國GDP能否增長的主要來源，這概念逐受到全球各學術研究機構與電腦科學教育發展的重視，也逐漸出現成立相關的學術科系或者學程教育，比如在台灣的清華大學設立服務科學研究所。其它學校則以開設SSME學程為之。

## 服務的特性
服務是一個很主觀的概念, 不但要滿足服務體驗的需求，還要讓消費者感到滿意，因此服務完全以消費者為導向。服務具有如下特性：
1. 無實體性 服務運用實體產品來提供消費者服務。
2. 無法保留具時效性 服務無法被儲藏保留。
3. 不可移動 這是服務業的不可移動性。
4. 不可分割 服務是先有消費需求才產生提供服務動機，生產和消費之間關係難以分割。
5. 客製化 服務則是針對消費者不同的需求，提供不同的服務，它注重的是客製化而不是一致性。

## 研究領域
1. 創新服務
2. 服務分析與設計
3. 服務品質管理
4. 服務工程
5. 智慧財產權與服務